# Troballa mèdica incidental
Les troballes incidentals són afeccions mèdiques o psiquiàtriques no diagnosticades prèviament que es descobreixen sense voler i durant l'avaluació d'una afecció mèdica o psiquiàtrica. Aquestes troballes es poden produir en diversos entorns, inclosa l'atenció mèdica rutinària, durant la investigació biomèdica, durant l'autòpsia, o durant les proves genètiques.
Quan la troballa és de tipus tumoral se sol parlar d'incidentaloma.